# 大余県
大余県（だいよ-けん）は中華人民共和国江西省贛州市に位置する県。

## 行政区画
- 鎮:南安鎮、新城鎮、樟斗鎮、池江鎮、青竜鎮、左抜鎮、黄竜鎮、吉村鎮
- 郷:浮江郷、河洞郷、内良郷

## 交通

### 鉄道
- 中国鉄路総公司
  - 贛韶線
    - 大余駅

### 道路
- 高速道路
  - 南韶高速道路
- 国道
  - G323国道